# William Stringfellow
Frank William Stringfellow (Johnston, Rhode Island, 28 de Abril de 1928 - Block Island, Rhode Island, 2 de Março de 1985) foi um teólogo Anglicano (Episcopaliano), e filósofo norte-americano. Destacou-se também pelo seu activismo social.

## Primeiros anos e educação
Nascido em Johnston, no estado de Rhode Island, conseguiu obter várias bolsas de estudo e entrar no Bates College, em Lewiston, Maine, aos 15 anos de idade, em 1943. Mais tarde, obteve uma bolsa de estudo para a London School of Economics, e serviu na 2ª Divisão Armada dos Estados Unidos. Frequentou depois a Harvard Law School, em Cambridge, Massachussetts. Depois da sua graduação, mudou-se para Harlem, Nova Iorque, para trabalhar junto das comunidades pobres afro-americanas e hispânicas.

## Activismo
As origens da sua carreira de activismo podem ser traçadas aos seus anos no Bates College, quando organizou um protesto sentado num restaurante local do Maine, que se recusava a servir pessoas de cor. Apenas alguns anos depois, Stringfellow já tinha ganho a reputação de ser um crítico estridente das políticas sociais, económicas e militares dos Estados Unidos, e um defensor incansável da justiça racial e social. Essa justiça, segundo afirmava, apenas poderia ser alcançada se fosse procurada de acordo com um sério entendimento da Bíblia e da fé Cristã. Stringfellow esteve particularmente activo no movimento dos direitos civis, nas décadas de 1950 e 1960, falando extensivamente sobre a desobediência civil através da não-violência e da integração. O seu testemunho figura numa entrevista de Robert Penn Warren, publicada no seu livro Who Speaks for the Negro? (1965).

## Teologia
Como Cristão, via a sua vocação como uma dedicação, conferida em si pelo baptismo, para uma luta de toda a vida contra os "principados e potestades", como o "Mal sistémico" ou o "Poder da morte" são por vezes chamados no Novo Testamento. Stringfellow proclamava que ser um fiel seguidor de Jesus significava libertar-se de todas as forças espirituais da morte e destruição e submeter-se de todo o coração ao poder da vida. Em contraste com a maior parte dos jovens teólogos Protestantes liberais do seu tempo, Stringfellow insistia no primado da Bíblia para os Cristãos à medida que eles se entregavam a trabalhos precários e inerentemente perigosos. Isto coloca-o em termos teológicos, não no campo do Evangelicalismo, mas no da Neo-ortodoxia, particularmente a escola influenciada por Karl Barth. Stringfellow era crítico de qualquer teologia política que funcionasse como uma teologia fechada. Criticava também os seminários Protestantes liberais por serem teologicamente superficiais e as instituições mais conservadoras por se isolarem da sociedade moderna.

## Livros
- The Life of Worship and the Legal Profession, New York; New York National Council, 1955.
- A Public and Private Faith, Grand Rapids, MI: Eerdmans Publishing Co., 1962.
- Instead of Death, New York, NY: Seabury Press, 1963.
- My People Is the Enemy, New York, NY: Holt, Rinehart and Winston, 1964.
- Free in Obedience, New York, NY: Seabury Press, 1964.
- Dissenter in a Great Society, New York, NY: Holt, Rinehart and Winston, 1966.
- The Bishop Pike Affair (com Anthony Towne), New York, NY: Harper & Row, 1967.
- Count It All Joy, Grand Rapids, MI: Eerdmans Publishing Co., 1967.
- Imposters of God: Inquiries into Favorite Idols, Washington, DC: Witness Books, 1969.
- A Second Birthday, Garden City, NY: Doubleday, 1970.
- Suspect Tenderness: The Ethics of the Berrigan Witness (com Anthony Towne), New York, NY: Holt, Rinehart and Winston, 1971.
- An Ethic for Christians and Other Aliens in a Strange Land, Waco, TX: Word, 1973.
- The Death and Life of Bishop Pike (com Anthony Towne), Garden City, NY: Doubleday, 1976.
- Instead of Death, 2ª edição, New York, NY: Seabury Press, 1976.
- Conscience and Obedience, Waco, TX: Word, 1977.
- A Simplicity of Faith: My Experience in Mourning, Nashville, TN: Abingdon, 1982.
- The Politics of Spirituality, Philadelphia, PA: Westminster Press, 1984.
- Foreword to Melvin E. Schoonover, Making All Things Human:  A Church in East Harlem, New York; Holt, Rinehart & Winston, 1969.